# 所羅門的鑰匙
《所羅門的鑰匙》（拉丁語：Clavis Salomonis），是一本疑似在中世紀時，由一班術士編寫而成的魔法書，與聖經中以色列王所羅門無關，更不是他的著作。
《所羅門的鑰匙》很可能是一些後來作品的創作靈感來源，例如17世紀的魔法書《所羅門的小鑰匙》，雖然兩者的內容有許多不同。